# 神子彩
神子 彩（かみこ さや、1996年9月28日 - ）は、日本の女優・タレント。東京都文京区出身。アヴニールプロダクション（AVENIR PRODUCTION）所属。ダウン症候群である。

## 略歴
『中居正広の金曜日のスマたちへ』の再現ドラマには、2010年 - 2013年にダウン症役（うち、2011年 - 2013年は、書家の金澤翔子役）で出演。
2013年、映画『だいじょうぶ3組』に出演。中西文乃（演：上白石萌音）の姉、ダウン症のある少女役を演じた。
2016年、ミュージカル『もしもしわたし』に出演。主人公、山下こころ役を演じた。

## 出演

### 映画
- だいじょうぶ3組（2013年） - 中西文乃（演：上白石萌音）の姉、ダウン症のある少女 役
- バケツと僕!（2017年）
- かさぶた（2019年）
- 一粒の麦～荻野吟子の生涯～（2019年）

### テレビ
バラエティ番組
- 中居正広の金曜日のスマたちへ - 2010年、ダウン症 役 / 2011年 - 2013年、書家:金澤翔子 役
- バリバラ(2014年、NHK教育テレビジョン）

ドラマ
- アルジャーノンに花束を（2015年、TBSテレビ）

### 舞台
- もしもしわたし(2016年） - 主演・主人公：山下こころ 役

### 楽曲リリース
- LEAGO(2020年)